# Stadsprijs Geraardsbergen 2018
De 87e editie van de Belgische wielerwedstrijd Stadsprijs Geraardsbergen werd verreden op 28 augustus 2018. De start en finish vonden plaats in Geraardsbergen. De winnaar was Alfdan De Decker, gevolgd door Boris Vallée en Trond Trondsen.

## Uitslag
| Stadsprijs Geraardsbergen 2018 |                   |                         |            |
| Plaats                         | Naam              | Ploeg                   | Tijd       |
| Winnaar                        | Alfdan De Decker  | Wanty-Groupe Gobert     | 3u 17' 55" |
| 2                              | Boris Vallée      | Wanty-Groupe Gobert     |            |
| 3                              | Trond Trondsen    | Team Coop               |            |
| 4                              | Maximilien Picoux | VC Rouen                |            |
| 5                              | Timothy Stevens   | Cibel-Cebon             |            |
| 6                              | Corentin Navarro  | Team Wiggins            |            |
| 7                              | Jelle Donders     | Team Differdange-Losch  |            |
| 8                              | Gabriel Cullaigh  | Team Wiggins            |            |
| 9                              | Robin Stenuit     | Sovac-Natura4Ever       |            |
| 10                             | Niklas Märkl      | Development Team Sunweb |            |

1912 · 1913 · 1914–1926 · 1927 · 1928–1932 · 1933 · 1934 · 1935 · 1936 · 1937 · 1938 · 1939 · 1940 · 1941 · 1942 · 1943 · 1944 · 1945 · 1946 · 1947 · 1948 · 1949 · 1950 · 1951 · 1952 · 1953 · 1954 · 1955 · 1956 · 1957 · 1958 · 1959 · 1960 · 1961 · 1962 · 1963 · 1964 · 1965 · 1966 · 1967 · 1968 · 1969 · 1970 · 1971 · 1972 · 1973 · 1974 · 1975 · 1976 · 1977 · 1978 · 1979 · 1980 · 1981 · 1982 · 1983 · 1984 · 1985 · 1986 · 1987 · 1988 · 1989 · 1990 · 1991 · 1992 · 1993 · 1994 · 1995 · 1996 · 1997 · 1998 · 1999 · 2000 · 2001 · 2002 · 2003 · 2004 · 2005 · 2006 · 2007 · 2008 · 2009 · 2010 · 2011 · 2012 · 2013 · 2014 · 2015 · 2016 · 2017 · 2018 · 2019 · 2020 · 2021 · 2022